# Alicudi
Alicudi är den västligaste ön i den italienska ögruppen Eoliska öarna i Tyrrenska havet. Ön ligger omkring 40 kilometer väst om Lipari och har en areal på 5,2 km². 

## Historia

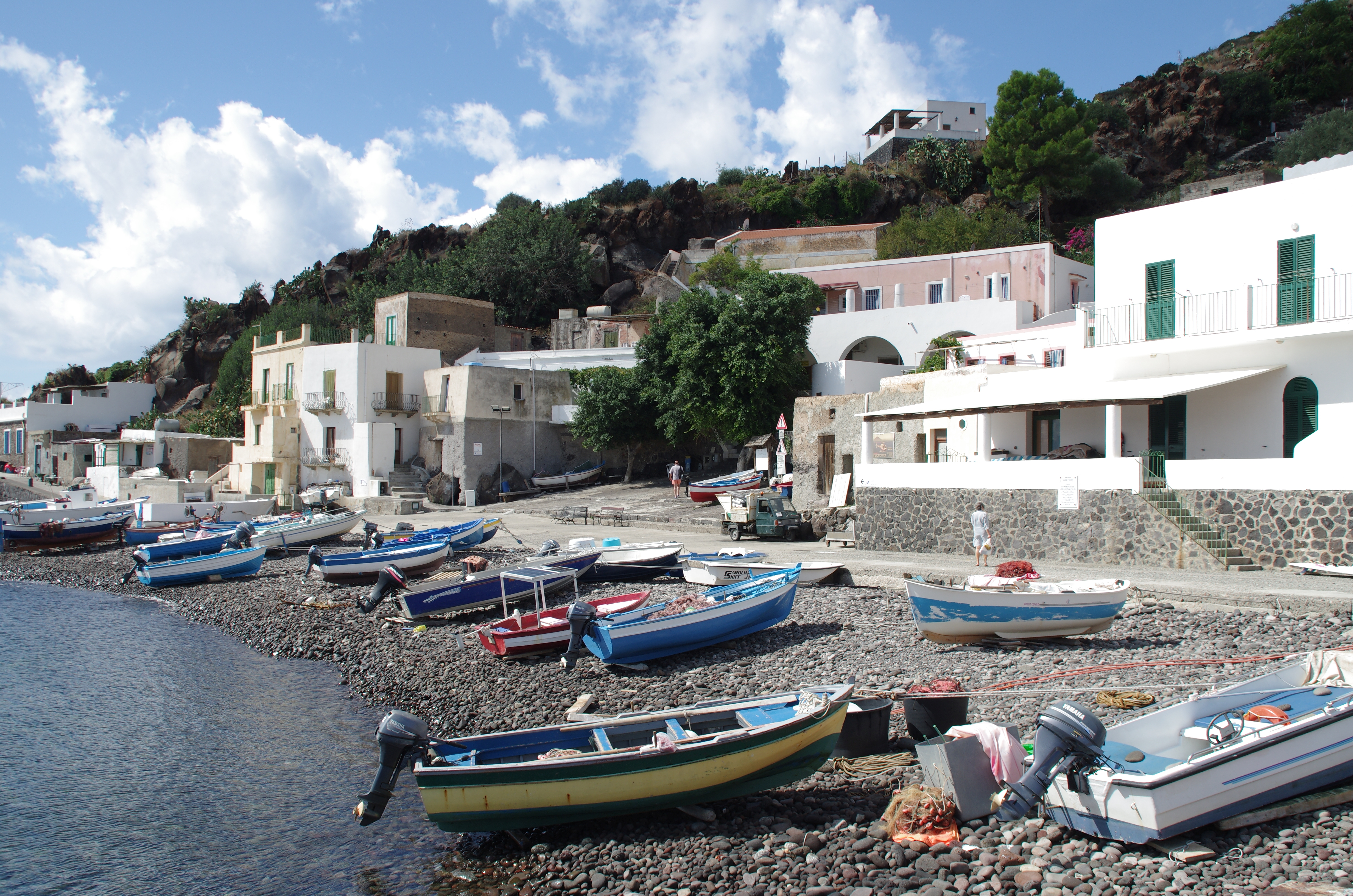
Hamnen på Alicudi 2014

Ön skapades av ett vulkanutbrott i vulkanen Montagnola för cirka 150 000 år sedan. Vissa menar däremot att ön skapades så nyligen som 28 000 år sedan. 
Alicudi beboddes för så länge sen så som 1600-talet före Kristus och vissa arkeologiska fynd från denna period har gjorts. Framförallt keramik från romartiden några århundraden senare har hittats på öns östkust. 
Det moderna namnet Alicudi är en förvrängning av det grekiska namnet Ericusa (Ericaön) som kommer från en planta med namn Erica, mer känd som ljung som växer på ön. Under många århundraden härjade sjörövare på ön, och invånarna tvingades söka tillflykt i små hus belägna på högt placerade terrasser. Detta gjorde att enkelt jordbruk och odling av persika lade grunden för öns ekonomi. 
Fortfarande har öns invånare inte tillgång till ett vägnät och den vanligaste transportmetoden är med åsnor. De olika husen förbinds med hundraåriga trappor. Elektricitet och anslutning till telenätet har endast funnits tillgängligt sedan 1990, och först nu finns det en stabil GRPS-signal på ön.

## Demografi
I dag har ön omkring 120 invånare och de flesta livnär sig på fiske eller småskaligt jordbruk. Befolkningen är koncentrerad till öns sydöstra del. Det finns endast en restaurang på ön och menyn är väldigt avhängig av vilka fiskar som de lokala fiskarna har fångat och vilka matvaror bärplansbåten tagit med sig.